# 阿雷格里港宣言
《阿雷格里港宣言》是在2005年世界社會論壇上提出的主張，它勾勒出十二條主張，旨在為「另一個世界」的建構標定方向與意義。其作者主張：「如果這些主張能實現，公民將重新掌握自己的未來，因此我們要將此綱領供各國社運人士檢驗。」這些主張分成經濟、和平、公義及民主幾類。

## 十二條主張摘要
以下是阿雷格里港宣言的簡略摘要。

### 經濟措施
一、取消南方國家債務。
二、對國際金融交易徵稅（即托賓稅）。
三、廢除一切避稅港。
四、就業、社會保護與退休金的普世權利。
五、提倡公平貿易，拒絕一切自由貿易協定與世界貿易組織的政策。教育、醫療、社會服務與文化權優先於商業權。
六、藉著提倡鄉間的、屬於農民的農業，確保所有國家的糧食安全。
七、廢除關於生物知識的一切專利權，並禁止對人類生活必需品（如水）的私有化。

### 和平與公義
八、制定公共政策以對抗各種歧視與種族主義，並承認人民的政治、文化與經濟權。
九、以另類的經濟發展模式應對環境議題。
十、撤除一切駐外軍事基地，聯合國明確委任者除外。

### 民主
十一、立法對抗媒體資源的集中，確保記者的自主性並支持獨立媒體，藉此保障人民的資訊接/收權。
十二、根據世界人權宣言改造各國際機構，並將世界銀行、國際貨幣基金與世界貿易組織整合於聯合國體系。

## 簽名者
宣言的簽署者（即所謂「十九人小組」）為：Aminata Traoré, Adolfo Pérez Esquivel, Eduardo Galeano, José Saramago, François Houtart, Boaventura de Sousa Santos, Armand Mattelart, Roberto Savio, Riccardo Petrella, Ignacio Ramonet, Bernard Cassen, Samir Amin, Atilio Boron, Samuel Ruiz Garcia, Tariq Ali, Frei Betto, Emir Sader, Walden Bello, 與 Immanuel Wallerstein。

## 外部連結
- 阿雷格里港宣言全文
- 十二條主張的批判分析